# فرودگاه واتسون لیک واتر
فرودگاه واتسون لیک واتر (به انگلیسی: Watson Lake Water Aerodrome) یک فرودگاه خصوصی است که یک باند فرود آب دارد. این فرودگاه در کشور کانادا قرار دارد و در ارتفاع ۶۸۰ متری از سطح دریا واقع شده است.